# Jeanne Gervais
Pour les articles homonymes, voir Gervais.
Jeanne Gervais, née Jeanne Ahou Siefer-N’Dri le 6 juin 1922 à Grand-Bassam et morte le 9 décembre 2012 à Abidjan à l'âge de 90 ans, est une femme politique ivoirienne. En 1976, elle devient la première femme ministre de Côte d'Ivoire.

## Biographie

### Origines, études et vie professionnelle
Jeanne Gervais est la fille d'un père d’origine française et d'une mère baoulé, de N’Gban d’Ahérémou, localité située dans le département de Tiassalé.
Brillante élève de l'école des jeunes filles de Rufisque au Sénégal puis de l’École normale supérieure de Saint-Cloud, dans la banlieue parisienne, Jeanne Gervais devient ensuite inspectrice de l'enseignement primaire.

### Carrière politique
Jeanne Gervais participe à la marche organisée du 22 au 24 décembre 1949 par des femmes sur Grand-Bassam pour protester contre l'arrestation, par les autorités coloniales françaises, des leaders politique ivoirien de l'époque.
Elle est l’une des trois premières élues de l’Assemblée nationale de la Côte d’Ivoire indépendante. Elle y reste députée de 1965 à 1980,.
En 1976, elle est nommée ministre par le président Félix Houphouët-Boigny, faisant de la Côte d’Ivoire l’un des premiers pays subsahariens à compter une femme dans son gouvernement. Elle y est chargée de la Condition féminine jusqu’en 1983,,,.
Elle est aussi la première présidente de l’Association des femmes ivoiriennes (AFI) et membre du bureau politique du Parti démocratique de Côte d'Ivoire (PDCI), mouvement politique dont elle reste une militante jusqu'à sa mort, le 12 décembre 2012, à l’âge de 90 ans.

## Distinctions
- Grand croix de l'Étoile brillante de Chine[10]
- Grand officier de l'ordre national du Mérite français[10]
- Officier de la Légion d'honneur française[10]
- Commandeur de l'ordre du Bélier du PDCI, en décembre 2012[10]
- Grand officier de l'ordre national ivoirien, le 24 mai 2012[6]